# Pierre-Joseph de La Porte d'Anglefort
 (mai 2014).
Si vous disposez d'ouvrages ou d'articles de référence ou si vous connaissez des sites web de qualité traitant du thème abordé ici, merci de compléter l'article en donnant les références utiles à sa vérifiabilité et en les liant à la section « Notes et références ».
Pierre-Joseph de La Porte, seigneur d'Anglefort, est né en 1681 et est mort le 16 février 1744. 

## Biographie
Il est le premier fils de Claude-Marie de La Porte et d'Anne Burin.
Il est écuyer et conseiller secrétaire auprès de la Chambre des comptes de Dole.
Il se marie le 16 mai 1702 à Jeanne-Louise Jacob, de cette union naîtront 16 enfants, dont le futur seigneur d'Anglefort François-Joseph et Charles-Marie, emprisonné à la prison du Temple sous Robespierre.
En 1712, son oncle se démet de sa charge de magistrat à son profit. En 1723, il devient conseiller secrétaire du Roi Louis XV auprès de la cour des comptes de Dôle. Il continue son ascension politique. Le 1er août 1724, après les services qu'il a rendus auprès du royaume, il est anobli.
Avant même d'être anobli, Pierre-Joseph possédait des fiefs. En 1713, il récupère la seigneurie de la Tour de Bosan. En 1715, il achète à Joseph de Maillans, la seigneurie d'Anglefort. C'est lui qui décide, en 1741, de la construction du château d'Anglefort. En 1742, il donne un terrain à la paroisse d'Anglefort pour faire construire une église, église toujours présente aujourd'hui.